# 南宮神社 (関市富之保)
南宮神社（なんぐうじんじゃ）は、岐阜県関市富之保（旧・武儀郡武儀町）に鎮座する神社。
水成南宮神社とも称す。

## 概要
不破郡垂井町の南宮大社より早く建立されたという言い伝えと、平安時代の大治年間にこの地域（水成山村）が南宮大社領となった以降の建立という言い伝えもあり、創建時期は不明。南宮大社とゆかりのある神社と言える。
1957年（昭和32年）1月に岐阜県神社庁より県神社庁長参向指定神社（金幣社）の指定を受ける。

## 祭神
- 金山彦神
- 天火明神

## 文化財
- 狛犬

円空作の狛犬。1982年（昭和57年）武儀郡武儀町の有形文化財（現・関市有形文化財）に指定されている。2014年（平成26年）から関市円空館に寄託。